# 크랭크 (기계)

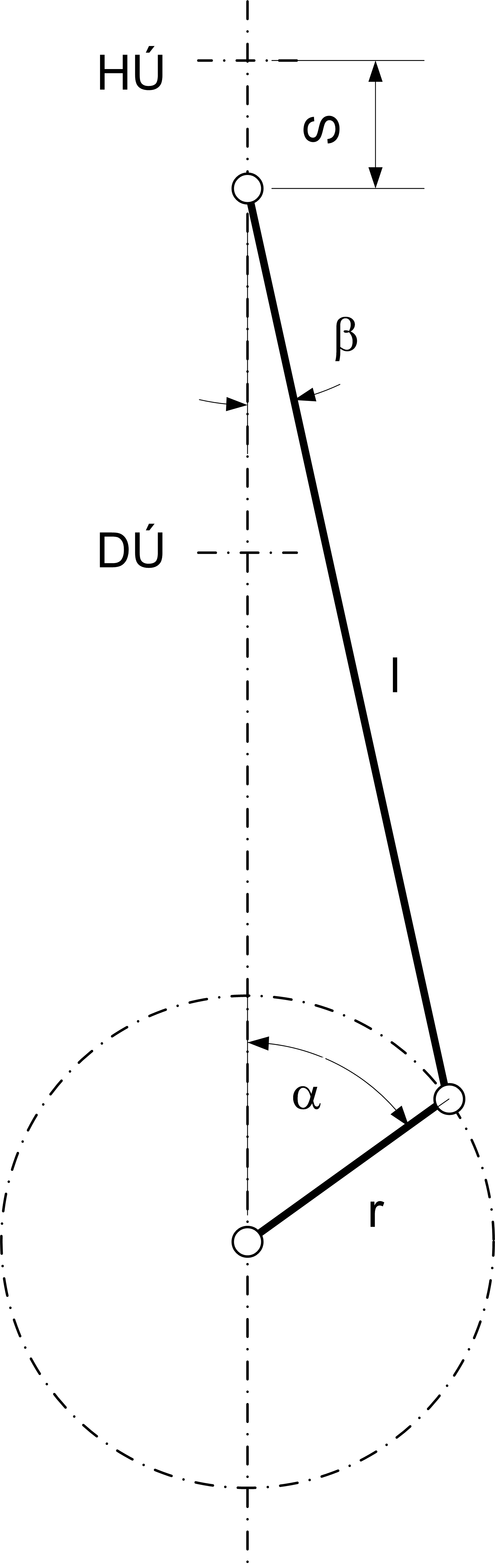

크랭크(crank)는 돌아가면서 다른 부분의 운동 방향이나 시간을 바꿀 수 있는 굽은 굴대이다. 이것은 원운동을 왕복 운동 또는 그 반대로 변환하는데 사용된다. 팔은 축의 구부러진 부분이거나 팔 또는 디스크가 부착된 별도의 부분일수 있다. 피봇으로 크랭크의 끝 부분에 부착된 막대는 일반적으로 연결봉이라고 한다. 크랭크에 부착된 막대의 끝은 원운동으로 움직이는 반면, 다른쪽 끝은 일반적으로 선형 슬라이딩 운동으로 움직이는 것이 제한된다.  